# Christian Pade
Christian Pade (* 23. August 1962 in Kassel) ist ein deutscher Schauspiel- und Opernregisseur.

## Biografie
Christian Pade wuchs in München auf und begann dort ein Regie- und Schauspielstudium an der Otto-Falckenberg-Schule. Nachdem er an den Münchner Kammerspielen Dieter Dorn, Hans Lietzau, Herbert Achternbusch, Günther Gerstner, Hans-Joachim Ruckhäberle und Volker Schlöndorff assistiert hatte, folgten erste eigene Regiearbeiten. Seine Inszenierungen sind mittlerweile an vielen deutschen Staatstheatern und Staatsopern zu sehen. Die meisten davon entstehen in Zusammenarbeit mit dem Bühnen- und Kostümbildner Alexander Lintl.
Nach anfänglicher Konzentration auf das Sprechtheater begann 2000 mit einer Inszenierung der Operette Madame Pompadour von Leo Fall seine Karriere als Musiktheaterregisseur. In Folge inszenierte der vor allem an gesellschaftlich relevanten Lesarten interessierte Christian Pade meist Opern von politischer Brisanz, wie Fidelio von Ludwig van Beethoven, Caligula von Detlev Glanert und Boris Godunow von Modest Mussorgski. Auch die Operette Die Fledermaus von Johann Strauss betrachtete er aus einem aktuellen Blickwinkel.
Christian Pades besonderes Interesse gilt der Dramatisierung von Prosatexten. 2000 inszenierte er die Uraufführung von Michel Houellebecqs Roman Ausweitung der Kampfzone am Staatstheater Hannover. Dort folgten 2004 Schwarze Spiegel von Arno Schmidt und 2006 Holzfällen von Thomas Bernhard.
„Pade bleibt nahe am Werk, will dieses sich sorgfältig entfalten lassen, Subtexte dezent, aber deutlich sichtbar machen“: So charakterisiert der Kulturjournalist Manuel Brug den Stil des Regisseurs und zitiert ihn selbst mit den Worten: „Es geht nicht ums Dekor, sondern um den Kern, um Klarheit, Unerbittlichkeit, um Präzision und sinnliche Aufklärung“.
Christian Pade lebt in Zennhusen, Dithmarschen, Schleswig-Holstein und ist mit der Schauspielerin Marion Breckwoldt verheiratet.

## Inszenierungen
- 1990 Regina Madre von Manlio Santanelli an den Münchner Kammerspielen
- 1990 Medea von Euripides am Landestheater Niederbayern
- 1991 Sprachstörungen von Brian Friel am Theater Freiburg
- 1992 Die Marquise von O. von Ferdinand Bruckner nach Heinrich von Kleist am Theater Freiburg
- 1992 Der kleine Unterschied und seine großen Folgen von Alice Schwarzer am Theater Freiburg
- 1993 Nichts mehr nach Calingasta von Julio Cortázar am Theater Freiburg
- 1993 Mahomet von Voltaire in der Übersetzung von Johann Wolfgang von Goethe am Theater Freiburg
- 1993 Die Sünden der Landbevölkerung von John M. Synge am Staatstheater Stuttgart
- 1994 Romeo und Julia und andere Anwandlungen von Melancholie – ein Shakespeare-Projekt am Staatstheater Stuttgart
- 1994 Halbe Wahrheiten von Alan Ayckbourn am Staatstheater Stuttgart
- 1995 Die Ermittlung von Peter Weiss am Staatstheater Stuttgart
- 1996 Doppeltüren von Alan Ayckbourn am Staatstheater Stuttgart, Deutschsprachige Erstaufführung
- 1996 Miss Sara Sampson von Gotthold Ephraim Lessing am Staatstheater Kassel
- 1996 Der Pelikan von August Strindberg am Staatstheater Stuttgart
- 1997 Frühlings Erwachen von Frank Wedekind am Staatstheater Kassel
- 1997 Der Totmacher von Romuald Karmakar und Michael Farin am Staatstheater Stuttgart
- 1998 Splendid’s von Jean Genet am Staatstheater Stuttgart
- 1998 Bunbury von Oscar Wilde am Staatstheater Kassel
- 1998 Die Kleinbürger von Maxim Gorki am Staatstheater Stuttgart
- 1999 Quizoola! von Tim Etchells und FORCED ENTERTAINMENT am Staatstheater Stuttgart, Deutschsprachige Erstaufführung
- 1999 Unzucht – Die 3 Prozesse des Oscar Wilde von Moisés Kaufmann am Staatstheater Stuttgart
- 1999 Bruder Eichmann von Heinar Kipphardt am Theater Heidelberg
- 1999 Feuergesicht von Marius von Mayenburg am Schauspiel Frankfurt
- 1999 Top Dogs von Urs Widmer am Theater Heidelberg
- 2000 Fremde Bühnen von Gisela von Wysocki am Theater Neumarkt in Zürich, Uraufführung
- 2000 Madame Pompadour von Leo Fall am Staatstheater Darmstadt
- 2000 Ausweitung der Kampfzone von Michel Houellebecq am Staatstheater Hannover
- 2001 Jeff Koons von Rainald Goetz am Schauspiel Frankfurt
- 2001 Die Akte Auguste D. von Konrad Maurer und Ute Hofmann am Theater Neumarkt in Zürich, Uraufführung
- 2002 Mutter Courage von Bertolt Brecht am Staatstheater Hannover
- 2002 The turn of the screw von Benjamin Britten an der Oper Frankfurt
- 2002 November von Lars Norén am Staatstheater Stuttgart, Deutschsprachige Erstaufführung
- 2003 Gesäubert von Sarah Kane am Theater Neumarkt in Zürich
- 2003 Der Traum ein Leben von Franz Grillparzer am Theater in der Josefstadt in Wien
- 2004 Schwarze Spiegel von Arno Schmidt am Staatstheater Hannover, Uraufführung
- 2004 Jenseits von Werner Fritsch am Theater Neumarkt in Zürich, Uraufführung
- 2004 Elegie für junge Liebende von Hans Werner Henze an der Staatsoper Unter den Linden in Berlin
- 2004 Fidelio von Ludwig van Beethoven an der Oper Dortmund
- 2005 Chowanschtschina von Modest Mussorgski an der Oper Frankfurt
- 2005 Mathis der Maler von Paul Hindemith an der Hamburgischen Staatsoper
- 2005 Pique Dame von Pjotr Iljitsch Tschaikowski an der Oper Frankfurt
- 2006 Holzfällen von Thomas Bernhard am Staatstheater Hannover
- 2006 Caligula von Detlev Glanert an der Oper Frankfurt und der Oper Köln, Uraufführung
- 2007 Der gute Mensch von Sezuan von Bertolt Brecht am Deutschen Schauspielhaus in Hamburg
- 2007 Wilhelm Tell von Friedrich von Schiller am Theater Bremen
- 2008 Künstler von Tankred Dorst am Theater Bremen, Uraufführung
- 2008 Boris Godunow von Modest Mussorgski an der Semperoper in Dresden
- 2008 Der zerbrochne Krug von Heinrich von Kleist am Theater Bremen
- 2009 Das stille Kind von Martin Crimp am Theater Bremen
- 2009 Die göttliche Komödie nach Dante mit einem Vorspiel von Arno Schmidt am Staatstheater Hannover
- 2009 Die Fledermaus von Johann Strauss an der Staatsoper Unter den Linden in Berlin
- 2010 Einsame Menschen von Gerhart Hauptmann am Theater Bremen
- 2010 Luci mie traditrici von Salvatore Sciarrino beim Festival Cantiere Internazionale d’Arte in Montepulciano und an der Oper Frankfurt
- 2011 Lucia di Lammermoor von Gaetano Donizetti an der Oper Dortmund und am Nationaltheater Mannheim
- 2012 Neumond (Uraufführung) von Lucia Ronchetti am Nationaltheater Mannheim

## Leitungsfunktionen
- 2007–2009 Mitglied der Leitung Schauspiel am Theater Bremen